# Crocidium leucostomum
Crocidium leucostomum är en tvåvingeart som beskrevs av Hesse 1963. Crocidium leucostomum ingår i släktet Crocidium och familjen svävflugor. Inga underarter finns listade i Catalogue of Life.